# کالین ولند
کالین ولند (انگلیسی: Colin Welland؛ زادهٔ ۴ ژوئیهٔ ۱۹۳۴-درگذشته ۲ نوامبر ۲۰۱۵) هنرپیشه و فیلم‌نامه‌نویس اهل بریتانیا بود.
از فیلم‌هایی که وی در آن بازی کرده‌است، می‌توان به قوش و سگ‌های پوشالی اشاره کرد.
ویلند در سال ۱۹۸۲ برای فیلم ارابه‌های آتش برنده اسکار بهترین فیلم‌نامه غیراقتباسی شد.